# Gevherhan Sultan
Gevherhan Sultan (en turco otomano: سلطانکو ھرخان; "gema del khan") (Estambul, 1607 o 1608 —Imperio Otomano, después de 1662), a veces llamada Gevher Sultan, fue una princesa del Imperio Otomano, hija de Ahmed I y una de sus concubinas, posiblemente era Mahfiruz Hatun. Gevherhan era sobrina de Mustafá I y hermana de Osman II, Murad IV e Ibrahim I.

## Vida

### Primeros años
Nació entre 1605 a 1608. Sus primeras menciones ocurren en el invierno de 1609. fue probablemente hija de Mahfiruz Hatun, esto se tiene entendido ya que un embajador había mencionado a Gevherhan como: "hermana completa de Osman ll", el nombre Gevherhan fue en honor a la tía abuela de su padre, Gevherhan Sultan, la hija de Selim II.  La tía abuela de su padre parece que desempeñó un papel importante ya que la leyenda cuenta que ella hizo que Mehmed III conociera a la futura madre de Ahmed, Handan Sultan. Debido a esto, Ahmed mantenía un gran respeto y amor por ella, por lo que no dudo en nombrar a su hija en su honor. 
En 1617, su padre falleció y junto a sus hermanas y la que sería su "madrastra" Kösem Sultan fueron exiliadas al Palacio Viejo mientras que su tío Mustafa l ascendió al trono.

### Primer Matrimonio
En el verano de 1612, Gevherhan se casó, según lo dispuesto por Ahmed, con Damat Öküz Kara Mehmed Paşa, quien se desempeñó como gobernador de Egipto de 1607 a 1611, y Gran Almirante (Kapudan) de la flota otomana en 1611. Su boda tuvo lugar en el Palacio Viejo y ambos recibieron como residencia el Palacio de Pargalı Ibrahim Paşa. Entre 1614 y 1616, Mehmed Paşa fue el Gran Visir de Ahmed I, y pudo regresar a este cargo nuevamente durante el reinado de Osman II en 1619. Después de ser destituido de su cargo por segunda vez, murió en Alepo alrededor de 1621. Con él, Gevherhan tuvo un hijo cuyo nombre se desconoce y que murió en la infancia.Este niño nació en 1620.
En 1623, su hermano de once años, Murad IV ascendió al trono debido a un golpe de Estado contra su demente tío, Mustafa I. Pero debido a la corta edad de Murad, su madrastra Kösem se convirtió en la primera regente otomana de manera oficial. En 1624, contrajo matrimonio con Damat Topal Recep Paşa, y en enero de 1630 nacería su segunda hija, Safiye quién a su vez se casaría con el futuro gran visir, Abaza Siyavuş Paşa.
El matrimonio solo perduró hasta 1632, ya qué Murad lo ejecutó. Se cree qué esto provocó una rivalidad entre ella y su hermano menor. De ahí en adelante solo es mencionada un par de veces. Sus hermanas mayores y una de las hijas de Murad fueron humilladas por su hermano Ibrahim I quien las obligó a servirles como esclavas a la consorte de este, Telli Hümaşah Sultan. Sorprendentemente ella y su hermana menor Atike, no fueron humilladas por él, lo que sugiere que quizás Ibrahim tenía favoritismo por Gevherhan y Atike.

## Muerte
Gevherhan murió después de 1662, posiblemente en Edirne. Está enterrada junto a su padre y hermanos.

## Descendencia
- Sultanzade Fülan (Estambul, 1620 — ¿?), muerto en la infancia;
- Safiye Hanım Sultan (Estambul, enero de 1630 —  c. 1682), se casó con el futuro Gran Visir, Damat Abaza Siyavuş Paşa, tuvieron descendencia.

## En la cultura popular
En la serie de televisión turca Muhteşem Yüzyıl Kösem, Gevher es interpretada de niña por la actriz Çağla Naz Kargı y de adulta por la actriz Aslı Tandoğan.